# Tillandsia setiformis
Tillandsia setiformis är en gräsväxtart som beskrevs av Renate Ehlers. Tillandsia setiformis ingår i släktet Tillandsia och familjen Bromeliaceae. Inga underarter finns listade i Catalogue of Life.